# Tormenta tropical Karen (1995)
La tormenta tropical Karen fue el duodécimo ciclón de la inusualmente activa temporada de huracanes del Atlántico de 1995. Karen se formó el 28 de agosto en el Centroamérica, pero fue una tormenta mínima durante su ciclo y nunca amenazó tierra. La tormenta alcanzó una intensidad máxima de 80 km/h durante un tiempo. Karen solo es notable por su interacción con el huracán Iris, que lo absorbió el 3 de septiembre. Una onda tropical se formó frente a África el 23 de agosto, con un trópico ya activo. La onda se fortaleció hasta convertirse en la depresión tropical Doce el 26 de agosto, cuando se disipó la tormenta tropical Jerry. La depresión no logró fortalecerse hasta el 28 de agosto, convirtiéndose en la tormenta tropical Karen. Karen interactuó con los huracanes activos Humberto e Iris del 28 de agosto al 2 de septiembre, lo que provocó que Karen comenzara a disiparse de Humberto y tuviera una interacción de tipo Fujiwhara con Iris. Karen alcanzó su punto máximo como una tormenta moderada de 80 km/h (50 mph) con una presión mínima de 1000 mbar. Karen se debilitó a depresión el 2 de septiembre y fue absorbida por Iris el 3 de septiembre. Se predijo que Karen alcanzaría vientos de 70 mph (110 km/h), pero no pudo llegar tan lejos ya que Karen terminó alcanzando un máximo de 50 mph (80 mph) el 30 de agosto.

## Historia meteorológica
Una onda tropical se originó frente a la costa occidental de África el 23 de agosto, durante un día activo de la temporada de 1995, con los huracanes Humberto e Iris ya activos. Basándose en informes de barcos e islas, los análisis de superficie del Centro Nacional de Huracanes detectaron una amplia zona de baja presión cerca de la costa africana. La estructura de la baja presión osciló durante los días siguientes. La baja presión se intensificó hasta convertirse en la duodécima depresión tropical de la temporada el 26 de agosto a las 00:00 UTC. El Centro Nacional de Huracanes tuvo dificultades para determinar si la trayectoria de la depresión tropical Doce se vería afectada por la trayectoria futura del huracán Humberto a las 2100 ITC del 26 de agosto. A las 1:00 UTC del 27 de agosto, Max Mayfield del NHC confirmó que se producirán efectos tras el paso de Humberto por la depresión tropical Doce. Sin embargo, la convección no fue significativa el 27 de agosto, ya que TAFB informó vientos de 40 mph, una tormenta tropical, mientras que SAB informó vientos de 35 mph, una depresión tropical. La depresión no tuvo que hacer frente a ninguna cizalladura del viento, por lo que la convección pudo aumentar ligeramente o posiblemente intensificarse más rápido.
La convección aumentó y la depresión se fortaleció hasta convertirse en la tormenta tropical Karen a las 10 a. m. del 28 de agosto, dos días después de formarse. En ese momento, el huracán Humberto se encontraba a unas 750 millas náuticas del centro de Karen. El huracán Iris, que se había debilitado hasta convertirse en tormenta tropical, se encontraba a unas 1100 millas náuticas al oeste de la circulación de Karen. Humberto comenzó a moverse hacia el norte, alejándose de Karen. El flujo de dirección se debilitó en la estela de Humberto, lo que provocó que Karen redujera su velocidad de 10 mph hacia el norte a 4 mph. Karen comenzó a acercarse a la circulación lenta de Iris, que se había fortalecido nuevamente hasta convertirse en huracán. La cizalladura del norte de la salida de nivel superior de Iris expuso a Karen. Durante este período de tiempo, Karen había alcanzado su intensidad máxima de 50 mph (80 km/h) con una presión mínima de 1000 mbar, una tormenta tropical moderada.
Karen se situó a 700 millas náuticas al ESE de Iris el 31 de agosto y se desplazó hacia el norte, quedando atrapada en la circulación de Iris. La convección de Karen se desorganizó el 1 de septiembre, pasando cerca de Iris y desplazándose ciclónicamente hacia el noreste. Karen se debilitó a depresión tropical el 2 de septiembre; sin embargo, se encontró un remolino de nubes al norte de la circulación de Iris. Los remanentes poco definidos de Karen fueron absorbidos por Iris al día siguiente.

## Impactos
Las probabilidades de impacto del 1 de septiembre predecían un 41% de probabilidad de que Karen pasara a menos de 104 km de los paralelos 26,2°N y 54,5°O. También indicaban que Karen tenía un 2 % de probabilidad de impactar Bermudas el 3 o 4 de septiembre. Doce horas después, la probabilidad moderada se redujo rápidamente al 21 %. El mismo aviso también predijo entre un 2 % y un 3 % de probabilidad de tocar tierra en Halifax, Nueva Escocia, y las localidades aledañas. A las 21:00 UTC del 1 de septiembre, la zona de impacto cambió para incluir Nuevo Brunswick, Terranova, Ile St. Pierre y el campo petrolífero de Hibernia, con un 2-4 % cada una, excepto el campo petrolífero de Hibernia, que tenía una probabilidad del 12 % el 5 de septiembre. Karen no representaba una amenaza para tierra, por lo que no requirió reconocimiento aéreo. Sin embargo, tras sobrevolar el huracán Iris en las cercanías el 2 de septiembre, aviones de la Reserva de la Fuerza Aérea de EE. UU. proporcionaron un centro de operaciones en Karen.